# Gordana Benić
Gordana Benić (Split, 1950.) hrvatska je spisateljica proze i pjesama.

## Životopis
Gordana Benić rođena je u Splitu 1950. godine. Diplomirala je kroatistiku i filozofiju na Sveučilištu u Zadru, a doktorirala književnost na Sveučilištu u Zagrebu. Živi i radi u Splitu gdje piše u tjedniku Forum u Slobodnoj Dalmaciji.

## Popis nekih djela i nagrada[1]
Djela 

- Soba; Književni krug, Split, 1982.
- Kovači sjene; Književni krug, Split, 1986.
- Dubina; Meandar, Zagreb, 1994.
- Unutarnje more: izabrane pjesme; Matica Hrvatska, Zagreb, 2006.
- Nebeski ekvator: Matica hrvatska, Zagreb, 2015.ž

Nagrade

- Nagrada "Tin Ujević" (1998.)
- Nagrada "Vicko Andrić" za profesionalni rad u tjedniku Forum dnevnika Slobodna Dalmacija (2000.)
- Goranov vijenac za poeziju (2014.)
- Nagrada HAZU za 2017.
- Plaketa sv. Kvirina 2021.